# Эталон времени

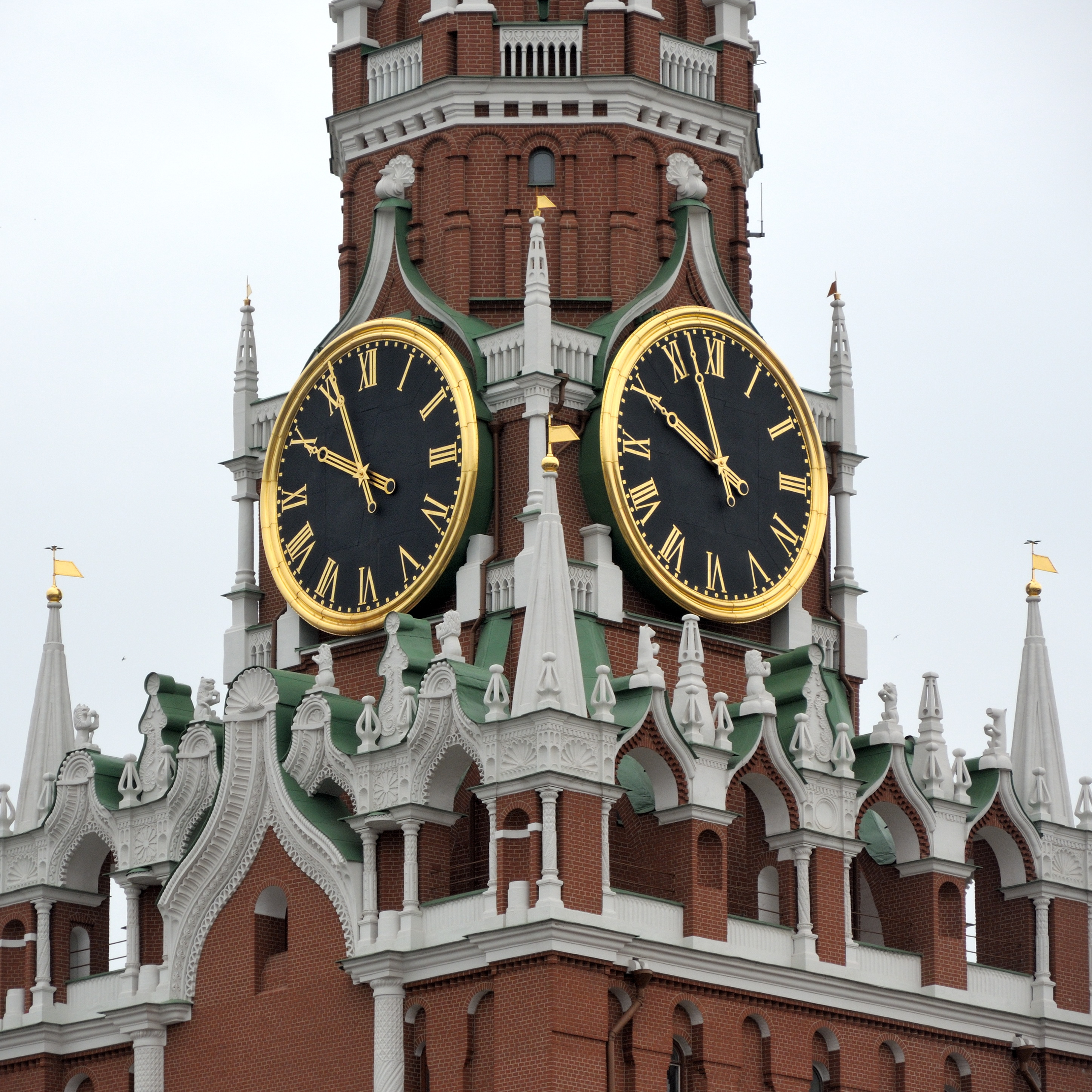
Спасская башня

Эталон времени или Эталон единицы времени — принятая наукой неизменная единица измерения времени, воспроизводимая первичным эталоном с наивысшей точностью и обеспечивающая хранение физической величины для передачи ее вторичным и рабочим эталонам. Единой общепринятой в мире эталонной единицей времени является секунда.
Современные эталоны единицы времени воспроизводят одновременно и единицу частоты — герц. Их называют «Эталон единицы времени и частоты».
По назначению первичный эталон воспроизводит, хранит единицу времени и передает ее размер вторичным эталонам, которые являются не менее точными, но имеющими более широкий диапазон измерений. Вторичные эталоны передают размер единицы рабочим эталонам, а рабочие, в свою очередь передают копию размера менее точным эталонам и другим рабочим средствам измерения. Вторичные эталоны также несут функцию эталона-свидетеля, который служит для проверки сохранности и неизменности государственного эталона и его замены в случае порчи или утраты.
Государственные эталоны создаются, хранятся и применяются центральными метрологическими научными институтами страны.

## Этапы развития
Измерения времени основаны на процессах, период которых должен быть постоянен с большой точностью. С древних времен процессом такого рода было вращение Земли вокруг своей оси. Секунда равнялась 1/86400 части солнечных суток. Определялось время суток по принципу наблюдения за каким-нибудь небесным объектом, его прохождения через плоскость меридиана того места, откуда велось наблюдение. Со временем оказалось, что под влиянием приливов и отливов продолжительность земных суток была неравномерна, и метод определения секунды был пересмотрен.
Следующим процессом определения секунды стал более равномерный цикл времени — тропический год. Тропическим годом считался промежуток времени от весеннего равноденствия до следующего весеннего равноденствия. Единица времени стала 1/31556925,9447 части этого промежутка времени, а точность увеличилась почти в 100 раз.
Благодаря этим исследованиям были придуманы маятниковые часы, а позднее кварцевые часы. Со временем лучшие кварцевые часы превзошли точность природного эталона и появилась потребность в более точных методах.
В 60-е годы 20 века был создан квантовый генератор, а вслед за ним создали молекулярный хронометр и совершили переход к атомному способу вычисления эталонной единицы. Благодаря этому точность эталонной секунды стала очень высокой — погрешность стала не больше одной миллиардной доли процента. Позднее эту погрешность удалось сократить еще в 100 раз.
В 1967 году был реализован переход от астрономического времяисчисления к атомному. Единица времени получила новое определение, секунда — «интервал времени, в течение которого совершается 9192631770 колебаний, соответствующих резонансной частоте энергетического перехода между определёнными уровнями сверхтонкой структуры основного состояния в атомах цезия-133».

## Современные эталоны времени
Современный эталон единицы времени и частоты — сложный комплекс, в состав которого входят: цезиевые реперы частоты (генератора, дающего определенную частоту, воспроизводит размер секунды), водородные реперы частоты, водородные хранители частоты и шкал времени, цезиевый хранитель шкал времени, система формирования рабочей шкалы времени, радиооптический частотный мост, аппаратура измерения интервалов времени, аппаратура изменения частот, управляющая ЭВМ, приемно-регистрирующий комплекс системы внешних сличений, аппаратура сличения шкал времени через метеорные следы, аппаратура сличения шкал времени через навигационные станции, перевозимые квантовые часы, перевозимый лазер и система обеспечения эталона.
Благодаря водородному хранителю, эталонные часы стали настолько точными, что имеют погрешность всего одну секунду за 700 лет работы без остановки.
Сферы использования средств измерения времени и частоты:
- Навигация
- Оборона и безопасность
- Промышленность
- Космонавтика
- Транспорт
- Связь и коммуникации
- Приборостроение
- Энергетика
- Наука